# Bonaventure Racine
Pour les articles homonymes, voir Racine.
L'abbé Bonaventure Racine (Chauny, 25 novembre 1708 - Paris, 1755) est un ecclésiastique et historien français.

## Biographie
Parent du dramaturge Jean Racine et de son fils Louis Racine, élevé par sa mère, il termine ses études à Paris au collège Mazarin où il apprend les langues latine, grecque et hébraïque. En 1729, l'archevêque d'Albi La Croix-Castries l'appelle pour devenir principal du collège de Rabastens, mais il se voit forcé de quitter ses fonctions à cause de son attachement aux doctrines du jansénisme. La persécution le chasse également du collège de Lunel, puis de celui d'Harcourt qu'il quitte en 1734. Il vivait dans la retraite, lorsque l'évêque d'Auxerre, Caylus, le recueillit et lui donna un canonicat et lui conféra les ordres sacrés dans sa cathédrale.
On a de lui un Abrégé de l'histoire ecclésiastique (1748-56) en 13 volumes in-12, auquel on joint les Lettres à Morenas (1 vol.) et une Suite que l'on attribue à l'abbé Troia d'Assigny (1762, 3 vol.) et Réflexions sur l'histoire ecclésiastique (2 vol. in-12), abrégé de sa grande histoire.